# レンフェ594系気動車
レンフェ594系気動車（れんふぇ594けいきどうしゃ、スペイン語: Serie 594 de Renfe）は、TRD（Tren Regional Diésel、ディーゼル地域列車）という愛称を持つ、スペインの国有鉄道・レンフェの気動車である。
電化されていない地方路線の輸送改善・高速化のために導入された。

## 概要
車両の基本的な設計および性能はアセア・ブラウン・ボベリ・スカンディヤ社（ABB Scandia）が開発製造し、デンマーク国鉄が導入したIC3を基本としている。
導入に際しては、TRDと呼ばれるローカル路線輸送用として、アセア・ブラウン・ボベリ・スカンディヤ社を吸収したアドトランツのライセンスを受けたスペインの鉄道車両メーカー・CAFにより製造された。
1980年代にレンフェが導入した、古い592系や593系と比較して、最高速度160 km/hへの走行性能の向上や現代的な内装などの新しい機能が付加されている。なお、デンマーク国鉄やイスラエル鉄道などに導入された兄弟形式の編成と異なり、連接台車装備の3両固定編成ではなく、中間の付随車を除いたボギー台車装備の2両単位の編成を構成する点も特徴。
1次車の基本番台（594-000 - 016）16編成が1997年に、2次車の100番台（594-101 - 107）7編成が2001年にそれぞれ導入されている。2次車は1次車と異なり、CAFが開発したSIBI tiltと呼ばれる強制車体傾斜システムを装備している。このシステムは、あらかじめ曲線区間に入る前に曲線を予測し、曲線区間で車体傾斜装置を作動させて通過することが可能である。
最大で5編成、10両まで併結しての制御が可能となっているほか、併結時は兄弟形式と同様、収納可能な運転台と大きな前面幌が活用され、広い貫通路が現れる。
基本番台より1編成（594-003）が後に100番台（594-108）に改造・編入されたほか、同じく基本番台より2編成（594-009・016）がCAF製の軌間可変車軸を装備する改造を受け、200番台（594-201・202）に改番。この2編成は現在、サラゴサ＝デリシアス駅・ハカ間で運用されており、サラゴサ・ウエスカ間の高速新線（標準軌）とウエスカ・ハカ間の在来線（広軌）を直通する。
以上の改造により、現在は基本番台が13編成、車体傾斜車両である100番台が8編成、軌間可変車両である200番台が2編成の合計23編成が運用されている。
2007年より23編成全てにおいて機器更新が行われ、故障発生を防ぐために機器やコンプレッサーの交換および配置換えが開始。また、2008年からは複数の編成に対し、車体前面や車内の更新が行われた。

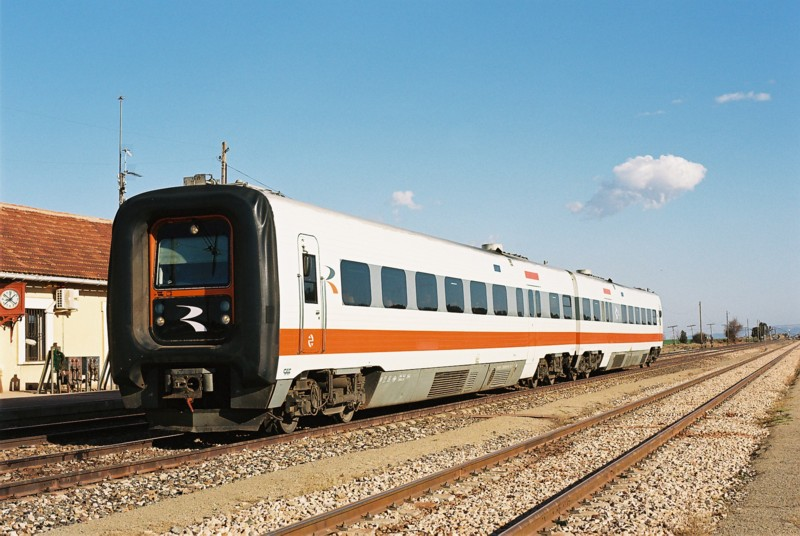
登場時の姿
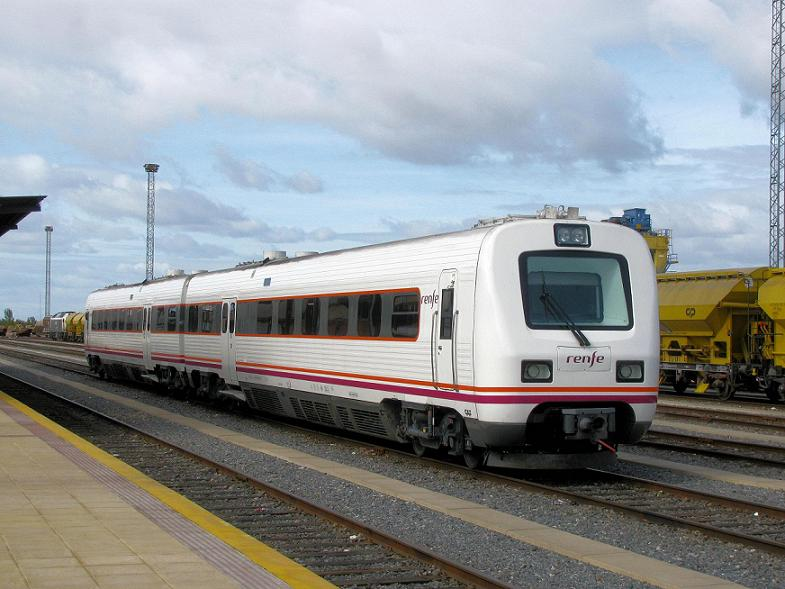
車体更新が行われた編成